# Göttin (Lauenburg)
Göttin település Németországban, Schleswig-Holstein tartományban. Lakosainak száma 65 fő (2023. december 31.). Göttin Langenlehsten és Güster (Lauenburg) községekkel határos.

## Népesség
A település népességének változása:
| Lakosok száma | 41   | 67   | 70   | 58   | 62   | 65   |
|               | 1975 | 2017 | 2019 | 2021 | 2022 | 2023 |